# Giả thuyết UFO tự nhiên
Giả thuyết UFO tự nhiên hay giả thuyết tự nhiên cho rằng UFO được diễn giải kém bằng những quan sát về hiện tượng tự nhiên hoặc vật thể có nguồn gốc nhân tạo.